# جیمز واردمن
جیمز واردمن (به انگلیسی: James Vardaman) سناتور سابق عضو حزب دموکرات ایالات متحده آمریکا بود. وی در سال ۱۹۱۳ تا ۱۹۱۹ میلادی سناتور ایالت میسیسیپی در سنای ایالات متحده آمریکا بود.